# Max Schneider (Musikhistoriker)

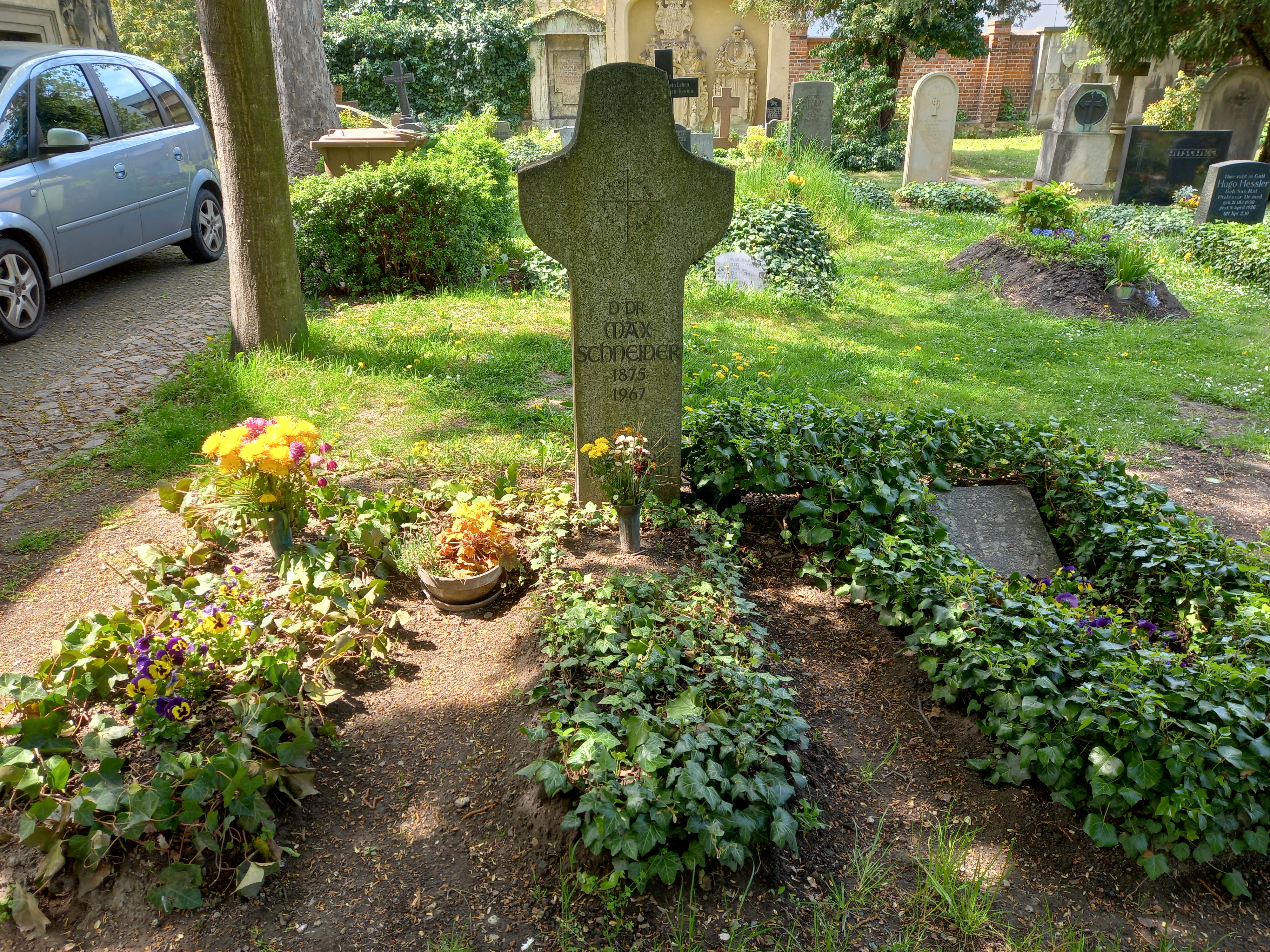
Das Grab von Max Schneider auf dem evangelischen Laurentiusfriedhof in Halle

Max Schneider (* 20. Juli 1875 in Eisleben; † 5. Mai 1967 in Halle) war ein deutscher Musikhistoriker.

## Leben
Schneider studierte an der Universität Leipzig Musikwissenschaft bei Hermann Kretzschmar und Hugo Riemann sowie Komposition bei Salomon Jadassohn. Nach seiner Zeit als zweiter Kapellmeister in Halle von 1897 bis 1901 führte er bei Kretzschmar sein Studium der Musikgeschichte weiter. 1904 zog er nach Berlin, wo er von 1905 bis 1915 als „wissenschaftlicher Hilfsarbeiter“ (eine Art Assistent) an der Königlichen Bibliothek arbeitete. Am Institut für Kirchenmusik lehrte er Orchestration und erhielt 1913 den Professorentitel. 1915 nahm er eine Professur an der Universität Breslau an; zwei Jahre später erlangte er den Doktorgrad mit einer Dissertation über die Anfänge des Generalbasses. In Breslau war er ab 1927 Direktor der Evangelischen Kirchenmusikschule Schlesien. Im Jahr 1928 wurde er Nachfolger Arnold Scherings als Professor für Musikwissenschaft an der Universität Halle. Schneider war nach 1933 Mitglied der Organisationen Nationalsozialistischer Lehrerbund, Nationalsozialistischer Deutscher Dozentenbund, NS-Altherrenbund, Reichsluftschutzbund. Vom Posten des Dekans der Philosophischen Fakultät, den er seit 1936 innehatte, trat er im Dezember 1938 „wegen der Konsequenzen der ‚Rosenberg-Politik‘“ zurück.
Nach 1945 trat er dem Freien Deutschen Gewerkschaftsbund bei. Er lehrte weit über seine Emeritierung im Jahr 1950 hinaus bis 1962. Ferner unterrichtete er Musikgeschichte und Partiturspiel an der 1947 gegründeten Staatlichen Hochschule für Theater und Musik Halle.
Schneider gab 1947 das Bach-Jahrbuch 1940–1948 der Neue Bachgesellschaft (37. Jahrgang. Darin: Arnold Schering verstorben) bei Breitkopf & Härtel, Leipzig heraus und war Mitherausgeber des Archivs für Musikwissenschaft (1918–1927), des Händel-Jahrbuchs (1955–1967), der Hallischen Händel-Ausgabe (ab 1955) sowie der Reihe Musikgeschichte in Bildern (ab 1961). Er beschäftigte sich fast ausschließlich mit der Geschichte der Musik vom späten 16. bis zur Mitte des 18. Jahrhunderts, insbesondere mit der Aufführungspraxis und dem Quellenmaterial. Schneider veröffentlichte bedeutende Untersuchungen zur Biografie Johann Sebastian Bachs sowie der Quellenlage seiner Werke und verhalf Georg Philipp Telemann zur Rehabilitierung.
Von 1955 bis 1967 war er Präsident der Georg-Friedrich-Händel-Gesellschaft in Halle. 1961 wurde er mit dem Händelpreis des Bezirkes Halle ausgezeichnet.
Schneiders Grab befindet sich auf dem Laurentius-Friedhof in Halle (Saale).